# Голейзовский, Касьян Ярославич
Касья́н Яросла́вич Голейзо́вский (5 марта 1892, Москва — 4 мая 1970, Москва) — российский советский артист балета, балетмейстер, хореограф. Заслуженный артист Белорусской ССР (1940), заслуженный деятель искусств Литовской ССР (1954).

## Биография
Родился в Москве в семье артистов Большого театра. Мать, Елена Дмитриевна Дашкова, была балериной и выступала под именем Добровольская. Она вышла замуж за солиста оперы, баритона Ярослава Матвеевича Голейзовского. По происхождению отец Касьяна был обрусевшим чехом и при крещении получил двойное имя — Карл-Ярослав.
Когда Касьяну исполнилось восемь лет, мать определила его в Московское хореографическое училище Большого театра, где преподавали Н. П. Домашёв, В. Д. Тихомиров (классический танец), В. А. Рябцев (пантомима, грим), а также в Строгановское училище. В 1906 году он был переведён в Петербургское хореографическое училище, которое окончил в 1909 году. В Санкт-Петербурге его педагогами были М. К. Обухов, С. К. Адрианов (классический танец), А. В. Ширяев и А. Ф. Бекефи (характерный танец), М. М. Фокин (балетмейстерские навыки).
Получив аттестат зрелости, Голейзовский стал изучать английский, французский, польский и персидский языки. Кроме интереса к языкам имел врождённые способности к рисованию и музыке. Он обучался в школе живописи М. В. Леблана, в скульптурной мастерской В. М. Попова, занимался прикладными искусствами и посещал драматические и режиссёрские курсы в московской филармонии. У профессора Д. С. Крейна обучался игре на скрипке и рояле. Также Голейзовский изучил массаж, занимался физкультурой в школе В. А. Пытлясинского, спортом в обществе «Сокол».
В 1909 году Касьян был принят в труппу Мариинского театра, но с 1 августа, по личной просьбе, был переведён в труппу Большого театра, где и служил артистом до октября 1918 года.
Среди партий: Голубая птица в «Спящей красавице» П. И. Чайковского, М. Петипа; Гений вод в «Коньке-Горбунке» Пуни, Сен-Леона; Камон в балете Горского «Саламбо» на музыку А. Ф. Арендса.
Ученик таких новаторов, как Александр Горский и Михаил Фокин, Голейзовский быстро освоил репертуар и заскучал:

Моя карьера классического танцовщика тянулась долго и нудно. Но, любя больше всего наше балетное искусство, я перенёс главную деятельность на созидательную — балетмейстерскую.
Голейзовский вошёл в историю как балетмейстер, снискавший уважение артистов мирового уровня, в том числе Джоржа Баланчина, который писал: «Вы знаете, что я поклонник Вашего творчества».

## Балетмейстер

### Камерные театры
В 1916 году начинающий балетмейстер был приглашён Н. Ф. Балиевым руководить театром «Летучая мышь». Изящные танцевальные миниатюры Голейзовского очаровали зрителей, и для него открылись двери многих московских театров миниатюр. В 1916—1917 годах ставил номера в «Интимном театре» Б. Неволина и в «Мамонтовском театре миниатюр».
Также подрабатывал в открывшихся в период НЭПа театрах миниатюр. В этот период им были созданы номера для программ «Летучей мыши», для театра «Палас», а также для московского театра «Кривой Джимми», которым руководил конферансье А. Г. Алексеев. Поставил пластическую интермедию «Бурлаки» на тему картины Репина, которая «оживала» под песню «Эй, ухнем!». В «Кривом Джимми» шли постановки «Фокс-Тротт» с Е. Д. Ленской и Л. Л. Оболенским, «Шумит ночной Марсель», исполняемый И. Лентовским и Е. Ленской, а также «Танец смерти», «Новый эксцентрический танец», «Венгерский танец», «Хореографическая скороговорка», «Чемпионат фокстрота».

### Московский Камерный балет
В том же 1916 году К. Я. Голейзовский организовал собственную профессиональную балетную студию, которая занималась поиском новых средств хореографической выразительности. Здесь Голейзовский, осмысляя опыт смежных искусств, реформ А. Дункан, А. А. Горского, М. М. Фокина, создавал собственную эстетическую программу. Он разработал «Проспект практической театральной школы».
С 1918 года студия назвалась «Мастерская балетного искусства», затем Студия при Государственном театральном училище и при Театральном техникуме.
В студию входили А. И. Абрамова, Л. М. Банк, С. М. Бем, Е. Д. Вигилёв, В. Д. Голубин, В. А. Ефимов, Е. М. Ильющенко, В. В. Кудрявцева, Е. Д. Ленская, В. Лихачёв, О. М. Мартынова, Л. А. Мацкевич, Асаф Мессерер, Т. А. Мирославская, Л. Л. Оболенский, Б. В. Плетнёв, Н. Б. Подгорецкая, Н. И. Тарасов, В. И. Цаплин, среди них были танцовщики Большого театра, позже составившие ядро коллектива. В созданном «Камерном балете» все работали безвозмездно ради возможности создавать новое.
Первая программа студии включала постановки: «Эпоха танца» (на музыку разных композиторов); 1918 год — «Соната смерти и движения» (на музыку «10 сонаты» А. Н. Скрябина); «Пляска нимф и козлоногих» И. А. Саца.

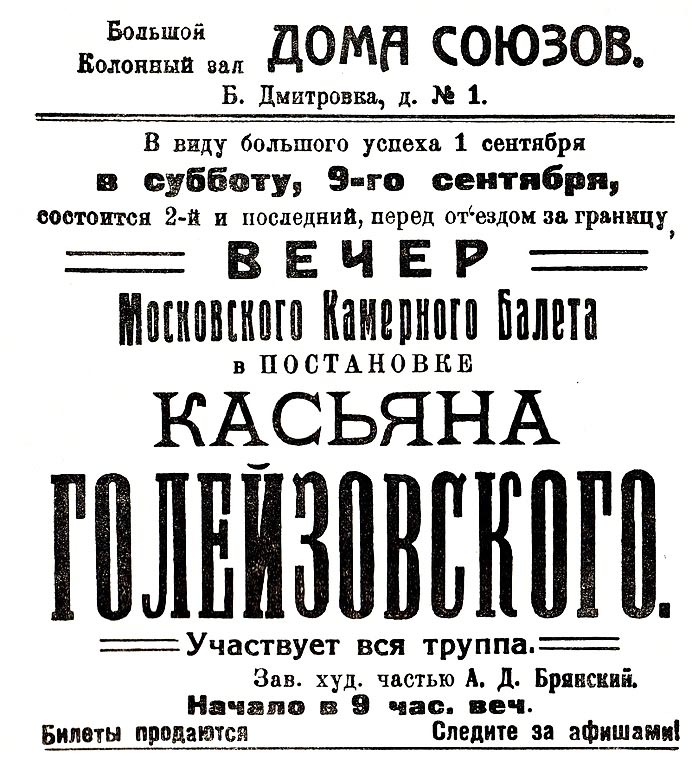
Афиша Камерного балета

Касьян Ярославич искал свои формы раскрепощения пластики, предлагал неизвестные балету пространственные решения, используя в новых ракурсах пластику человеческого тела. На Голейзовского обрушилась критика, с обвинениями в разрушении балетных традиций и эротике, а также в конфронтации с академическим балетом, хотя сам хореограф настаивал именно на классической основе балетного образования танцовщиков.
В 1919 году студия перешла в ведение детской комиссии ТЕО Наркомпроса и стала называться «Первой показательной балетной студией». В студии ставились спектакли для детей: «Песочные старички» (на музыку разных композиторов); «Макс и Мориц» на музыку Л. Шитте; «Арлекинада» на музыку С. Шаминад; 1920 год — «Пьеро и Коломбина» на музыку С. Шаминад (для Госцирка). Позже студия пыталась перейти в состав «Камерного театра А. Я. Таирова».
В феврале 1921 года студия стала называться Первой государственной балетной опытной студией при Высшей мастерской балетного искусства. В конце того же года переименована в студию «Искания».
С 1922 года студия вновь стала называться Московский Камерный балет и заняла одно из центральных мест в художественной жизни Москвы начала 20-х годов. В одноактных балетах вёлся поиск новых принципов театральности, новых пространственных решений с использованием конструктивистского оформления.
В конце 1924 года руководство Московским Камерным балетом взял на себя В. И. Цаплин, так как Голейзовский начал работать в Большом театре.

### Влияние Скрябина и Мейерхольда
По описанию начала творческого периода Голейзовского в книге Н. Е. Шереметьевской, художник навсегда останется верен своей любви к музыке Скрябина и будет отдавать предпочтение режиссёрским приёмам Мейерхольда.
К творчеству Александра Скрябина Голейзовский обращался всю жизнь. Одна из первых постановок, которую он назвал «Белой мессой», на музыку Десятой сонаты, была трактована балетмейстером как «Стремление человека к прекрасному, через ошибки, падения, препятствия». Голейзовский держал внимание зрителя на центральной фигуре, образе Человека, а антураж превращал в хор, слившийся в едином порыве, вторящем переживаниям Человеку. Это было в одном стиле c режиссёрским направлением Мейерхольда. Когда же наконец Человек достигал своей цели — жертвенного подвига, его тело исчезало. «Я хотел передать бренность телесного».
Почти все произведения Скрябина, которые выбирал Голейзовский для балетов, были оркестрованы Д. Р. Рогаль-Левицким.

### Эротизм
Тонко чувствуя экспрессивность и эротизм музыки Скрябина, Голейзовский с наслаждением и неисчерпаемой фантазией воплощал свои идеи в танцевальных композициях, используя красоту тела как живой скульптурный материал. Он оставлял на исполнителях минимум одежды , показывая, как прекрасно и выразительно обнажённое тело. Видя в эротике раскрепощённое начало, Голейзовский насыщал ею даже постановки, относящиеся к «высокому стилю». И в музыке Скрябина он выделял чувственные интонации:
Скрябиниана — это человек, цвет и свет. В костюмах не должно быть вещественных, материальных деталей, отвлекающих от великой мудрости и абстрактности скрябинского вдохновения.
В «Мимолётностях» Сергея Прокофьева эротикой дышали сложные орнаментальные пластические композиции с мимолётно меняющимися настроениями и движениями, которые переливались одно из другого. Голейзовский придумал термин «эксцентрическая эротика» и под этим названием создал целую программу.
Рецензия того времени определяет создания Голейзовского как «Экстракт фантазии и эротики, жгучей, напряжённо дрожащей на грани возможного, порой судорожно-грубой, порой целомудренной».
Елена Рябинкина так рассказывала о стиле Голейзовского:
…Первые звуки музыки и у исполнителей вздох от переполняющего их чувства любви. Два любящих человека остались наедине с природой. Касьян Ярославич умел переплетать тела целомудренно, и даже самые откровенные положения полны чистоты и естественности.
Новации Голейзовского не нашли поддержки у руководства советской культуры и ему пришлось большей частью ставить мюзик-холльные представления, физкультурные парады и танцы в кинофильмах.

## Постановки
С 1923 по 1930 год он поставил много балетных миниатюр, среди которых: «Соната смерти и движения» на музыку «10 сонаты» А. Н. Скрябина, «Пляска нимф и козлоногих» И. А. Саца, «Арлекинада» и «Пьеро и Коломбина» на музыку С. Шаминад, «Фавн» К. Дебюсси, «Саломея» Р. Штрауса, "Трагедия масок"на музыку Б. Б. Бера, «Город» на музыку М. И. Блантера, «Дивертисмент» на музыку Э. Грига, Р. Дриго, А. Гречанинова, П. Чайковского; «Гирлянды» А. Скрябина (Камерный театр), «Danse sacree» К. Дебюсси, «Мимолётности» С. Прокофьева (Камерный театр), «Этюды чистого танца» А.Скрябина и Н. Метнера (Камерный балет), «Воинственный танец» (в репертуаре Большого театра).
В 1928—1929-е годы ставил концертные программы в мюзик-холлах Москвы и Ленинграда.
В 1931 году Голейзовский приступил к постановке балета «Кармен» на музыку Жоржа Бизе:

Ставлю «Кармен». Музыку Бизе очень талантливо смонтировал Борис Бер, либретто составил я сам по Мериме.
План постановки у меня таков: Оркестр я посажу на сцену, установки пойдут частью над оркестром, частью на авансцене. Два занавеса…
— Касьян Голейзовский, 23 ноября 1932 года, «Из дневника»
В 1931 году Голейзовский поставил для Московского художественного балета спектакль «Листиана» на музыку Ференца Листа, в 1933 году — балет «Шопен» на музыку Шопена для солистов балета Большого театра. В 1934 году работал с Ленинградским хореографическим училищем, для которого поставил балеты «Вакханалия» и «Под дождём» на музыку А. Глазунова, а также «Альдорада» на музыку Мориса Равеля; в Московском хореографическом училище поставил балет «Песнь любви» на музыку Ф. Листа; и наконец, на сцене Большого театра в опере «Князь Игорь» А. Бородина осуществил постановку «Половецких плясок» в 1933 году. В 1935 году в Харькове поставил классический балет «Спящая красавица» Чайковского; в 1939 году в Минском оперном театре осуществил собственную редакцию балета Бориса Асафьева «Бахчисарайский фонтан», который ставил несколько раз: в 1942 и в 1949 году в Львовском оперном театре.
С 1938 по 1940 год был постановщиком масштабных физкультурных парадов.
В 1942 году на сцене филиала Большого театра Михаил Габович ставил новую версию балета Петипа «Дон Кихот» Минкуса по основной постановке Горского. Касьян Ярославич поставил в нём 6 танцев.
В 1943 году для концерта Ольги Лепешинской Голейзовский поставил номера «Стрекоза» и «Мазурка» на музыку Ф. Шопена. В 1943 году поставил балет «Половецкие пляски» в Донецке, в 1955 году — в Ленинграде.
В 1958 году для Ленинградского хореографического училища сочинил балет «Листиана», состоящий из произведений Ференца Листа.

Принцип сюитности сохраняется Голейзовским не только в «Шопениане», «Листиане», «Скрябиниане», фольклорных программах «Чарде» и «Дионисе», но переносится и в сюжетный спектакль. Танец Голейзовского выражает чувства, неподвластные словам, мимолётные настроения, сложные психологические состояния, высокие душевные порывы. Считая самым совершенным видом хореографии симфонический танец, смысл в его произведениях выходит за пределы жизненных историй, он гораздо шире и значительней. Это большие поэтические и философские обобщения— Маргарита Юсим
С 1956 по 1962 годы ставил концертные программы для молодых артистов Большого театра.

Мне же [в 1961 году] посчастливилось стать свидетелем работы мастера над каждым номером тщательно подготовляемой программы [«Хореографических миниатюр»]. Касьян Голейзовский обладал редким даром тонко чувствовать индивидуальность каждого танцовщика и использовать весь его творческий потенциал. Даже посредственным исполнителям помогал он раскрыть их незаметные для других достоинства и поставить номера так, что зритель долго не отпускал артистов со сцены. На репетицию Касьян Ярославич всегда приходил с зарисовками поз и движений будущих миниатюр, которые являлись непременным подспорьем в нелегкой работе. Я видел многие рисунки постановщика, любовно воспроизводящие божественную кантилену танца Володи Васильева в номере «Нарцисс» на музыку Черепнина, но особо меня поразил цикл зарисовок Кати Максимовой, танцующей скрябинскую «Мазурку». А когда виртуозные па балерины соединились на сцене с её великолепным даром актрисы, восхищение зрителей достигло запредельного уровня. Я вспомнил провидческие пушкинские строки, посвященные русским балеринам XIX века, и ощутил живую связь времен, которую не удалось разрушить никаким революциям и войнам.— Савва Ямщиков

Сближаясь с прозой, симфонический танец теряет, растворяясь в облаках поэзии; приобретает способность самыми яркими и убедительными красками слагать пластические гимны высоким душевным порывам: человечности, свободе, гневу, любви, радости, борьбе, отчаянию, ненависти, миру, героизму; изображать бушующее пламя, мерцающие звёзды, воздушные миражи…— Касьян Голейзовский

## Фильмография
| Год  | Название фильма                             | Участие            |
| 1934 | Марионетки                                  | постановщик танцев |
| 1935 | Интриган                                    | постановщик танцев |
| 1936 | Цирк                                        | хореограф          |
| 1947 | Весна                                       | постановщик танцев |
| 1965 | Размышления о балете (документальный фильм) | камео              |

## Почётные звания
- орден «Знак Почёта» (20.06.1940) — за выдающиеся заслуги в деле развития белорусского театрального и музыкального искусства
- медаль «За трудовое отличие» (1941)[17]
- заслуженный артист Белорусской ССР (1940)[18]
- заслуженный деятель искусств Литовской ССР (1954)

## Экранизации хореографических миниатюр
- 1960 — «Лунный свет» К. Дебюсси — исполняют Раиса Стручкова и Александр Лапаури
- 1964 — «Вальс» И. Штрауси — исполняет Елена Рябинкина
- 1966 — «Заклинание» Ю. Шапорина — исполняют Елена Черкасская и М. Тихомиров
- 1971 — «Половецкие пляски»
- 1971 — «Скрябиниана»
- 1971 — «Хореографическая симфония. Из работ Касьяна Голейзовского» (телефильм-концерт)
- 1985 — «Желанная встреча» С. Прокофьева — исполняет Ольга Павлова, Виктор Касацкий[19]
- 1985 — «Загадка» С. Прокофьева — исполняет Татьяна Лаврова (1985)[20]
- 1985 — «Мимолётности»

О хореографе выходили телевизионные передачи: «Хореографические образы Касьяна Голейзовского», «Размышления о балете», «Воспоминания о Голейзовском», «Скрябиниана» (1990), сюжет в альманахе «Абсолютный слух» (2010).

## Семья
С 1927 года его женой была балерина Вера Васильева, которая поддерживала его на протяжении всего пути и была ассистентом в постановках балетов «Лейли и Меджнун» и «Скрябиниана». Свой брак они зарегистрировали лишь в 1944 году, уже имея родившегося в 1938 году сына Никиту, который стал искусствоведом. Во время войны семья Голейзовских эвакуировалась в Васильсурск, о чём повествуют изданные в 2010 году дневники Голейзовского «Путешествие в Васильсурск» и «Жизнь в Васильсурске» в сборнике под названием «Московская балетная школа в Васильсурске (1941—1943)».
С 1950-х годов Голейзовские жили в Москве по адресу Новинский бульвар, дом № 18. Бывший в их пятикомнатной квартире, Михаэль Давыдович Маргулис, отметил «уникальную частную коллекцию, которой могла позавидовать любая государственная галерея. На стене висел портрет „Анны Павловой“ Серова, в углах стояли скульптуры Врубеля, а гостиную украшала „Сирень“ Кончаловского».
К. Я. Голейзовский скончался 4 мая 1970 года. Похоронен на Бёховском кладбище.
После смерти Голейзовского Вера Петровна возобновила его постановки, так как её память хранила всю хореографическую лексику, а главное — стиль мастера. В 1984 году она издала книгу «Жизнь и творчество», в подготовке которой ей помогала балетовед Н. Ю. Чернова.